# Абдулла Джевдет
Абдулла Джевдет Карлыдаг (тур. Abdullah Cevdet Karlıdağ, 1869—1932) — курдский и турецкий философ-материалист и просветитель, по профессии и образованию — врач. Кроме того, известен как поэт, литературный переводчик, идеолог движения младотурок. Сыграл значительную роль в вестернизации Турции в 1908—1918, однако продолжил свою деятельность и позднее, в годы правления Ататюрка, оказав на последнего большое влияние.
На Джевдета оказали влияние взгляды западных философов-материалистов и распространённая в XIX в. критика религии как консервативного пережитка прошлого. Он начал публиковать статьи на социальные, религиозные, экономические и литературные темы в журнале İctihad, который он основал в 1904 в Женеве, и через который продвигал свои модернизаторские идеи в мусульманские массы. За свою политическую активность в Европе несколько раз подвергался арестам и высылке.
Цель младотурок, к которым принадлежал и Джевдет, состояла в свержении режима султана Абдул-Гамида II. С этой целью Джевдет, вместе с 4 студентами-медиками Военно-медицинской академии в Стамбуле основали тайный «Комитет единства и прогресса» в 1889 г. Первоначально комитет не ставил перед собой политических задач, однако скоро он разросся, ряд видных деятелей образовали фракции, и в конце концов он превратился в младотурецкое движение, свергнувшее султана в 1908 г. Тем не менее, сам Джевдет мало участвовал в политической деятельности общества, а скорее использовал его для продвижения своих секулярных идей.
Несколько раз находился под судом по обвинению в кощунстве против ислама и Пророка Мухаммеда. По этой причине противники называли его прозвищами «вечный враг ислама» и «адуваллах» (враг Аллаха). Наиболее известный из судебных процессов, связанных с его именем, был вызван тем, что он одобрительно высказался о вере бахаи в своей статье для журнала Ictihad 1 марта 1922.